# BKN Awards
Los Premios BKN (en inglés: BKN Awards) fue una premiación chilena organizada en 2007 por el área infantil de Mega, ocupando el nombre de su serie de ficción BKN.

## Historia
Fue una premiación de la audiencia, dirigida a niños y jóvenes, que manifestaban sus preferencias mediante una página web y mensajería de texto, en las categorías de deportes, televisión y música, de forma muy similar a los Nickelodeon's Kids Choice Awards.
El 16 de noviembre de 2007 se realizó la única entrega de estos premios, que se llevó a cabo en el Centro cultural Matucana 100, con la conducción de José Miguel Viñuela. Las actuaciones en vivo fueron de Saiko, BKN, La Banda, Sergio Lagos y Lucybell. Entre los ganadores más destacados se encontraron la serie Casado con hijos y la banda Amango, esta última considerada una sorpresa, dado que era un grupo surgido de la serie homónima de Canal 13, y competencia directa de BKN.

## Artistas intérpretes
- Saiko
- BKN, La Banda
- Sergio Lagos
- Lucybell

## Premios

### Cine
| Película + BKN                                                                                              |
| --- |
| - High School Musical 2 - Shrek tercero - Papelucho y el Marciano - Spider-Man 3 - Los Simpson: la película |

### Televisión
| Programa de TV + BKN | Actor + BKN |
| --- | --- |
| - Casado con hijos - Allá tú - El último pasajero - BKN - Amango | - Benjamín Vicuña, Héroes - Cristián Arriagada, Amor por Accidente - Fernando Larraín, Casado con hijos - Jorge Zabaleta, Papi Ricky - Marcial Tagle, Casado con hijos/Fortunato |
| Actriz + BKN | Conductor de TV + BKN |
| - Carolina Varleta, Tres son multitud - Fernanda Urrejola, Amor por accidente - María Elena Swett, Papi Ricky - Javiera Acevedo,Tres son multitud - Javiera Contador, Casado con hijos | - Felipe Camiroaga, Buenos días a todos - Martín Cárcamo, El último pasajero - Rafael Araneda, Rojo - Sergio Lagos, Locos por el baile - José Miguel Viñuela, Mucho Gusto        |
| Actriz Joven + BKN | Actor Joven + BKN |
| - Belén Soto, Papi Ricky - Camila López, BKN - Kel Calderón, Karkú - Dayana Amigo, Casado con hijos - D-Niss, Amango                                                                   | - Javier Castillo, BKN - Schuster, Amango - Matías González, Fortunato - Fernando Godoy, Casado con hijos - Justin Page, BKN/Fortunato                                           |
| Dibujo Animado + BKN | |
| - Bob esponja - El Chavo animado - Los padrinos mágicos - Pulentos - Los Simpson | |

### Música
| Banda Musical + BKN                                       | Canción + BKN |
| --------------------------------------------------------- | --- |
| - Amango - Kudai - BKN, La Banda - Los Bunkers - Six Pack | - «Nuevo día» (Amango) - «Tal vez» (Kudai) - «Juguemos fuerte» (BKN, La Banda) - «Piantes» (Pulentos) - «Chico Malo» (Six Pack) |

### Deporte
| Deportista + BKN                                                                          |
| ----------------------------------------------------------------------------------------- |
| - Marcelo Salas - Felipe González - Nicole Perrot - Matías Fernández - Cristopher Toselli |

### Especial
| Personaje que sueño ser                                                               |
| ------------------------------------------------------------------------------------- |
| - Alexis Sánchez - Benito Baranda - Don Francisco - Iván Zamorano - Fernando González |